# Richmond, Kentucky
Richmond är en stad och administrativ huvudort (county seat) i Madison County i delstaten Kentucky, USA. Staden har 34 585 invånare (2020), på en yta av 59,82 km².